# Tarcísio Delgado
Raimundo Tarcísio Delgado (Torreões, 4 de outubro de 1935) é um advogado, escritor e político brasileiro filiado ao MDB.
Foi vereador em Juiz de Fora (1967-1971), deputado estadual em Minas Gerais (1971-1975), deputado federal por três vezes (1975-1978, 1979-1982, 1991-1995) e prefeito de Juiz de Fora por três mandatos (1983-1988, 1997-2000, 2001-2004). Além disso, foi diretor geral do extinto Departamento Nacional de Estradas de Rodagem (DNER) e ocupou o cargo de secretário de Estado do Trabalho e Ação Social de 1991 a 1992 durante o governo estadual de Hélio Garcia.
É pai de Júlio Delgado, que atualmente exerce o seu mandato na Câmara Federal por Minas Gerais.

## Biografia
Filho de José Florêncio Delgado e Anna Pereira Delgado, é o mais velho de uma família de nove irmãos: Esther, José, Maria Edith, Geraldo, Sebastião Equidórnio, Francisco de Paula, Luiz Gonzaga e Carlos Roberto.
Alfabetizado apenas aos 10 anos de idade, cursou o primário na pequena escola do arraial onde vivia, em sala multiseriada. Para frequentá-la, percorria diariamente uma distância de onze quilômetros no lombo de um pequira.
Aos 15 anos, concluindo a quarta série primária, mudou-se com a família para Juiz de Fora. A mudança se dá por insistência de sua mãe Anna, inconformada com o futuro que os filhos teriam se permanecessem na roça.
Estabelecendo-se em Juiz de Fora, conciliava estudos com trabalho, ajudando seu pai na lenharia de propriedade da família. Aos 17 anos, conseguiu seu primeiro emprego, como entregador, na padaria da vizinhança. Aos 18, entrou para a fábrica de bebidas Senra, que produzia vinhos e licores. Já aos 19 anos, teve, pela primeira vez, sua carteira de trabalho assinada pela Construtora Procópio Ladeira, exercendo a função de apontador de obras. Durante o cargo, trabalhou na construção dos prédios do Banco do Brasil e no do Banco Bradesco. Nesta época, iniciou o curso de Contabilidade no Colégio São Luiz. Passando por outros empregos, Tarcísio chegou a jogar profissionalmente pelo Tupynambás Futebol Clube.
Trabalhando durante o dia, estava determinado a cursar a Direito na UFJF e enveredou pelas madrugadas preparando-se para o vestibular. Aprovado no exame, começou o curso superior escondido de seu patrão, que ameaçava demiti-lo caso ele teimasse em estudar. Fascinado por esportes, realizou-se nas competições das Olimpíadas Universitárias, onde representava o curso de Direito em algumas modalidades, como vôlei e futebol. Seu sucesso esportivo o fez perder o emprego: os jornais destacaram sua atuação nas competição universitária e o patrão lhe deu o ultimato: estudo ou trabalho. Tarcísio não relutou. Sua opção foi a faculdade.
Durante o período da faculdade, sua liderança começou a se manifestar de forma mais acentuada. participava ativamente da política estudantil e, no fim do curso, em 1964, se tornou presidente do Diretório Acadêmico da Faculdade de Direito. Além disso, ganhou como prêmio cultural uma viagem aos Estados Unidos, realizada no início de 1965, logo após sua formatura.

## Advogado
Em 1963, a militância na advocacia teve início, quando  começou a trabalhar como estagiário no escritório de José de Castro Ferreira, assumindo sozinho o escritório a partir de 1965.
Em 1966, Tarcísio foi aprovado em concurso para Juiz de Direito de Minas Gerais. Por ocasião de sua nomeação, resolveu não assumir o cargo que lhe exigiria mudar-se de Juiz de Fora. Assim, desistiu formalmente da nomeação.

## Vereador
Em 1966,  foi eleito vereador, tendo sido o candidato mais votado da cidade naquelas eleições. Assumindo o mandato em 1967, foi eleito por unanimidade Presidente da Câmara Municipal da cidade. Como vereador, lutou para levar qualidade de vida às populações da zona rural. Ao deixar  a liderança da Câmara, assumiu a presidência da Comissão de Legislação e Justiça até o fim do mandato.

## Deputado Estadual
Eleito para a Assembleia Legislativa de Minas Gerais nas eleições de 1970, assumiu o mandato em 1971, ano em que se mudou para Belo Horizonte com toda a família. Como deputado estadual, foi líder da bancada do MDB e integrante da Comissão de Constituição e Justiça.
Entre os muitos gestos políticos de destaque, ressalta-se sua corajosa adesão à anticandidatura de Ulysses Guimarães à Presidência da República, em 1973.
No fim do mandato em 1974, publicou o livro Caminho e Atalhos para o Poder, com um resumo de sua vida parlamentar na Assembleia Legislativa.

## Deputado Federal
Em 1974, foi eleito deputado federal com 46.662 votos, assumindo a vice-liderança do MDB na Câmara Federal e passando a integrar o Diretório Nacional do partido.
Em 1978, foi reeleito para a Câmara dos Deputados com 63.389 votos e passou a fazer parte da primeira Executiva do Diretório Nacional' do PMDB, de 1980 a 1982.
Esses dois primeiros mandatos como deputado federal se caracterizaram por um desempenho comprometido com as causas democráticas, que o fizeram militante destacado do antigo grupo 'Autênticos do PMDB', responsável pela defesa das teses progressistas no contexto político da Ditadura Militar. Além disso, publicou várias separatas com seu trabalho parlamentar e o livro Caminhando.
Em 1990, foi eleito para seu terceiro mandato de deputado federal, com 68.500 votos, tendo sido o candidato mais votado de Minas Gerais. Licenciou-se do cargo logo no início do mandato para assumir a Secretaria de Estado do Trabalho e Ação Social de Minas Gerais. Retornou à Câmara em novembro de 1992, encontrando o ambiente político conturbado com a CPI dos Anões do Orçamento. O líder de seu partido encontrava-se sob investigações e os peemedebistas necessitavam de um novo líder cuja integridade moral não fosse colocada em dúvida. Tarcísio foi, então, escolhido por unanimidade líder da bancada do PMDB na Câmara Federal e, no exercício da função, resgatou a credibilidade da bancada e prestou substantivo apoio à implantação do Plano Real.

## Secretário de Estado do Trabalho e Ação Social
Como Secretário de Estado, destacou-se, fundamentalmente, por implantar uma nova metodologia nas relações do governo com as populações carentes do estado e as instituições sociais.
No exercício do cargo, implantou o Conselho Estadual de Defesa dos Direitos da Criança e do Adolescente, estimulou a criação de mais de uma centena de Conselhos Municipais da Criança, estabeleceu uma nova política de assistência aos povos indígenas de Minas, apoiou os programas de atendimento aos menores de rua, implantou uma nova filosofia de ação na FEBEM, apoiou os Conselhos da Mulher e da Juventude, firmou convênios com entidades internacionais para investimentos em saneamento de áreas degradadas e em treinamento e formação de jovens e adultos.

## Diretor Geral do DNER
No início de 1995, foi nomeado diretor geral do DNER, cargo em que permaneceu até junho de 1996. Neste período, trabalhou com grande êxito para mudar os métodos de trabalho da instituição, sempre acusada de irregularidades e má gestão dos recursos públicos.

## Prefeito
Assumindo pela primeira vez o cargo, fez uma gestão baseada no tripé Competência, Austeridade e Participação Popular.
Novamente eleito prefeito de Juiz de Fora, Tarcísio enfrentou séria crise financeira deixada por seu antecessor na prefeitura, mas coloca o 'trem nos trilhos' e paralelamente dá início à elaboração do Plano Estratégico de Desenvolvimento Urbano de Juiz de Fora. Em parceria com as mais representativas entidades da cidade, desenvolve programas inovadores e criativos como A Casa do Pequeno Jardineiro, Troca de Lixo por Leite e Mutirão da Saúde.
Tarcísio deu início à sua terceira gestão como prefeito de Juiz de Fora em condições bastante favoráveis: com as finanças públicas em ordem e com estudos e planejamento para o futuro da cidade bem adiantados.

## Candidatura ao governo de Minas Gerais
Nas eleições de 2014, lançou-se como candidato ao governo de Minas Gerais pelo PSB. Sua campanha dialoga diretamente com à candidatura de Eduardo Campos e Marina Silva ao governo federal.
Com o slogan 'É Para Transformar', sua candidatura se apresentou como um significativo diferencial, ao propor mudanças nos métodos e processos de gestão. Embora com mais de 50 anos de vida pública, e pioneiro na prática de tomar decisões com a participação popular, faltou-lhe o apoio irrestrito de seu partido naquelas eleições, o PSB, e acabou não tendo sucesso na candidatura.